# Jürgen Mlynek
 (octobre 2022).
La mise en forme du texte ne suit pas les recommandations de Wikipédia : il faut le « wikifier ».
Les points d'amélioration suivants sont les cas les plus fréquents. Le détail des points à revoir est peut-être précisé sur la page de discussion.
- Les titres sont pré-formatés par le logiciel. Ils ne sont ni en capitales, ni en gras.
- Le texte ne doit pas être écrit en capitales (les noms de famille non plus), ni en gras, ni en italique, ni en « petit »…
- Le gras n'est utilisé que pour surligner le titre de l'article dans l'introduction, une seule fois.
- L'italique est rarement utilisé : mots en langue étrangère, titres d'œuvres, noms de bateaux, etc.
- Les citations ne sont pas en italique mais en corps de texte normal. Elles sont entourées par des guillemets français : « et ».
- Les listes à puces sont à éviter, des paragraphes rédigés étant largement préférés. Les tableaux sont à réserver à la présentation de données structurées (résultats, etc.).
- Les appels de note de bas de page (petits chiffres en exposant, introduits par l'outil «  Source ») sont à placer entre la fin de phrase et le point final[comme ça].
- Les liens internes (vers d'autres articles de Wikipédia) sont à choisir avec parcimonie. Créez des liens vers des articles approfondissant le sujet. Les termes génériques sans rapport avec le sujet sont à éviter, ainsi que les répétitions de liens vers un même terme.
- Les liens externes sont à placer uniquement dans une section « Liens externes », à la fin de l'article. Ces liens sont à choisir avec parcimonie suivant les règles définies. Si un lien sert de source à l'article, son insertion dans le texte est à faire par les notes de bas de page.
- La présentation des références doit suivre les conventions bibliographiques. Il est recommandé d'utiliser les modèles {{Ouvrage}}, {{Chapitre}}, {{Article}}, {{Lien web}} et/ou {{Bibliographie}}. Le mode d'édition visuel peut mettre en forme automatiquement les références.
- Insérer une infobox (cadre d'informations à droite) n'est pas obligatoire pour parachever la mise en page.

Pour une aide détaillée, merci de consulter Aide:Wikification.
Si vous pensez que ces points ont été résolus, vous pouvez retirer ce bandeau et améliorer la mise en forme d'un autre article.
 (octobre 2022).
Jürgen Mlynek, né le 15 mars 1951 à Gronau (Basse-Saxe), est un physicien allemand.
Il  préside l'Association Helmholtz de 2005 à 2015.

## Biographie
Il obtient son diplôme d'études secondaires en 1969 à l'école Leibniz de Hanovre, puis effectue son service militaire. 
De 1970 à 1976, il étudie la physique à l'université de Hanovre et à l'École polytechnique de Paris. En 1979, il soutient une thèse de doctorat à Hanovre sur la spectroscopie quantique. Il obtient son habilitation en 1984.
De 1976 à 1981, il continue son travail de recherche à Hanovre. 
En 1982, il passe une année en tant que post-doctorant à l'IBM Research Laboratory de San José aux États-Unis. 
Après trois années supplémentaires en tant qu'assistant universitaire à Hanovre, il obtient une bourse Heisenberg de la Fondation allemande pour la recherche (DFG) en 1985.
De 1986 à 1990, il est professeur assistant à l'École polytechnique fédérale de Zurich.
En 1990, il est nommé professeur titulaire de physique expérimentale à l'université de Constance. Il y réalise pour la première fois un interféromètre atomique avec lequel il effectue des expériences pionnières dans le domaine de l'optique atomique et de l'optique quantique. Il travaille notamment sur la réalisation du microscope de Heisenberg et sur la mesure de la fonction de Wigner des états quantiques de la matière et de la lumière.
Depuis 2000, il est professeur de physique expérimentale à l'université Humboldt de Berlin.
De 1996 à 2001, il est vice-président de la DFG. Il s'occupe des questions relatives à la promotion des jeunes scientifiques. 
De 2000 à 2005, il est président de l'université Humboldt de Berlin. Au cours de sa présidence, les sciences naturelles ont déménagé de Berlin-Mitte vers de nouveaux bâtiments à Adlershof, pendant que de nouvelles constructions apparaissent à Mitte, comme la bibliothèque universitaire Grimm.
En 2005, Mlynek devient président de l'Association Helmholtz des centres de recherche allemands, la plus grande organisation de recherche allemande. 
En juin 2009, il est réélu pour un second et dernier mandat (2010-2015).
En 2006, il est l'un des cofondateurs de la Maison des petits chercheurs. C'est une initiative d'éducation de la petite enfance, la plus réussie dans le monde germanophone. 
En 2007, il fonde la Helmholtz Academy for Executives pour enseigner les techniques de gestion dans le domaine scientifique. Elle est ouverte aux organisations partenaires et aux universités.
Depuis l'automne 2015, il travaille à nouveau comme professeur à l'Institut de physique de l'université Humboldt d'Adlershof et a été officiellement nommé professeur d'université au printemps 2016. 
Il est président du conseil d'administration de la Falling Walls Foundation, président du Conseil consultatif stratégique de l'initiative phare européenne de technologie quantique, président du conseil d'administration de la Maison des petits chercheurs, président du conseil d'administration de la Fondation Wilhelm et Else Heraeus et engagé dans divers comités universitaires et scientifiques. 
Il est également membre des conseils de surveillance du groupe d'édition Georg von Holtzbrinck et de la société Carl Zeiss.
Mlynek a travaillé principalement dans l'optique quantique expérimentale, la physique atomique et la physique des surfaces. Environ deux cent de ses publications sont répertoriées dans le Citation Index, son indice de citation est de 7875, son h-index est de 47.
Jürgen Mlynek est marié à l'enseignante Dagmar Mlynek depuis 1972. Le couple a deux fils adultes.

## Honneurs et récompenses
Mlynek est membre à part entière de l'Académie des sciences et des sciences humaines de Berlin-Brandebourg, de la Convention des sciences techniques (acatech) et de l'Academia Europaea (2008).
Il a reçu les récompenses suivantes :
- Boursier du programme Heisenberg, 1985-1986 ;
- 1987 : Prix de physique de la Société allemande de physique (DPG) ;
- 1992 : Prix Gottfried Wilhelm Leibniz de la Fondation allemande pour la recherche ;
- 1996 : Prix Max Born de l'Institute of Physics (Londres) et de la Société allemande de physique ;
- 2003 : Médaille Urania Berlin ;
- 2008 : Ordre du mérite de l'État de Berlin ;
- 2009 : Grande Croix du Mérite de l'Ordre du Mérite de Basse-Saxe ;
- 2010 : Croix du Mérite 1ère Classe de l'Ordre du mérite de la République fédérale d'Allemagne ;
- 2012 : Doctorat honorifique de la Faculté des sciences naturelles de l'Université d'Ulm ;
- 2014 : bague d'honneur de la ville de Garbsen ;
- 2019 : Médaille d'or pour les services rendus à la République d'Autriche ;
- 2022 : Doctorat honorifique de l'Université Aalto (Helsinki).

## Publications (sélection)
(octobre 2022).
- W. Lange et J. Mlynek : Battements quantiques en transmission par spectroscopie de polarisation résolue en temps. la physique tour Lett 40, 1373-1375 (1978).
- J. Mlynek, NC Wong, RG De Voe, ES Kintzer et RG Brewer : détection Raman hétérodyne des résonances magnétiques nucléaires . la physique tour Lettonie 50, 993-996 (1983).
- O Carnal et J Mlynek : Expérience à double fente de Young avec des atomes : un interféromètre atomique simple . la physique tour Lettonie 66, 2689-2692 (1991).
- Carnal O, Sigel M, Sleator T, Takuma H et Mlynek J : Imagerie et focalisation des atomes par une plaque de zone de Fresnel . la physique tour Lettonie 67, 3231-3234 (1991).
- Adams, CS, Sigel, M et Mlynek, J : Atom Optics . la physique Rep. 240, 143-210 (1994).
- T. Pfau, S. Spaelter, Ch. Kurtsiefer, C. Ekstrom et J. Mlynek : Perte de cohérence spatiale par une seule émission spontanée . la physique tour Lettonie 73, 1223 (1994).
- S Seel, R Storz, G Ruoso, J Mlynek et S Schiller : Résonateurs optiques cryogéniques : un nouvel outil pour la stabilisation de la fréquence laser au niveau de 1 Hz . la physique tour Lettonie 78, 4741 (1997).
- Ch. Kurtsiefer, T. Pfau et J. Mlynek : Mesure de la fonction de Wigner d'un ensemble d'atomes d'hélium . Nature 386, 150 (1997).
- G. Breitenbach, S. Schiller et J. Mlynek : Mesure des états quantiques de la lumière comprimée, Nature 387, 471 (1997).
- J Michaelis, C Hettich, J Mlynek et V Sandoghdar : Microscopie optique utilisant une source de lumière à molécule unique . Nature 405, 325 (2000).
- AI Lvovsky, H Hansen, T Aichele, O Benson, J Mlynek et S Schiller : reconstruction de l'état quantique de l'état Fock à photon unique . la physique tour Lettonie 87, 402 (2001).